# Абія
Абія́ (кат. Avià, вимова літературною каталанською [əβi'a]) — муніципалітет, розташований в Автономній області Каталонія, в Іспанії. Код муніципалітету за номенклатурою Інституту статистики Каталонії — 80116. Розташовується в районі (кумарці) Барґаза (коди району — 14 та BD) провінції Барселона, згідно з новою адміністративною реформою перебуватиме у складі Баґарії (округи) Центральна Каталонія.

## Назва
Назва муніципалітету походить від латинського імені Avitius, від якого було утворено прізвище Avitiānum, яке і стало вихідною формою для назви міста.

## Населення
Населення міста (у 2007 р.) становить 2 108 осіб (з них менше 14-ти років — 14,6 %, від 15 до 64 — 65,5 %, понад 65 років — 19,9 %). У 2006 р. народжуваність склала 14 осіб, смертність — 18 осіб, зареєстровано 6 шлюбів. У 2001 р. активне населення становило 949 осіб, з них безробітних — 56 осіб.
Серед осіб, які проживали на території міста у 2001 р., 1 791 народилися в Каталонії (з них 1 379 осіб у тому самому районі, або кумарці), 74 особи приїхали з інших областей Іспанії, а 28 осіб — з-за кордону.
Вищу освіту має 9,5 % усього населення.
У 2001 р. нараховувалося 669 домогосподарств (з них 16 % складалися з однієї особи, 30,5 % з двох осіб,23,6 % з 3 осіб, 19,3 % з 4 осіб, 7,3 % з 5 осіб, 2,2 % з 6 осіб, 0,4 % з 7 осіб, 0,6 % з 8 осіб і 0 % з 9 і більше осіб).
Активне населення міста у 2001 р. працювало у таких сферах діяльності: у сільському господарстві — 9,4 %, у промисловості — 19,7 %, на будівництві — 20,2 % і у сфері обслуговування — 50,7 %.
У муніципалітеті або у власному районі (кумарці) працює 729 осіб, поза районом — 543 особи.
Безробіття
У 2007 р. нараховувалося 68 безробітних (у 2006 р. — 72 безробітних), з них чоловіки становили 38,2 %, а жінки — 61,8 %.

## Економіка

### Підприємства міста

#### Промислові підприємства
| \| Промислові підприємства міста, за сферою діяльності \| Промислові підприємства міста, за сферою діяльності \| Промислові підприємства міста, за сферою діяльності \| \| Рік \| 2002 р. \| 2001 р. \| \| --------------------------------------------------- \| --------------------------------------------------- \| --------------------------------------------------- \| \| Енергетичні та водні ресурси \| 2,6 % \| 2,6 % \| \| Хімія та метали \| 0 % \| 0 % \| \| Переробка металів \| 21,1 % \| 17,9 % \| \| Продукти харчування \| 18,4 % \| 23,1 % \| \| Текстиль \| 34,2 % \| 30,8 % \| \| Виробництво меблів, видання \| 18,4 % \| 20,5 % \| \| Інше \| 5,3 % \| 5,1 % \| \| Усього підприємств \| 38 \| 39 \| |         |         |
| Промислові підприємства міста, за сферою діяльності |         |         |
| Рік | 2002 р. | 2001 р. |
| Енергетичні та водні ресурси | 2,6 %   | 2,6 %   |
| Хімія та метали | 0 %     | 0 %     |
| Переробка металів | 21,1 %  | 17,9 %  |
| Продукти харчування | 18,4 %  | 23,1 %  |
| Текстиль | 34,2 %  | 30,8 %  |
| Виробництво меблів, видання | 18,4 %  | 20,5 %  |
| Інше | 5,3 %   | 5,1 %   |
| Усього підприємств | 38      | 39      |

#### Роздрібна торгівля
| \| Підприємства роздрібної торгівлі міста, за сферою діяльності \| Підприємства роздрібної торгівлі міста, за сферою діяльності \| Підприємства роздрібної торгівлі міста, за сферою діяльності \| \| Рік \| 2002 р. \| 2001 р. \| \| ------------------------------------------------------------ \| ------------------------------------------------------------ \| ------------------------------------------------------------ \| \| Продукти харчування \| 76,9 % \| 52,9 % \| \| Одяг та взуття \| 7,7 % \| 5,9 % \| \| Товари для дому \| 0 % \| 5,9 % \| \| Книги та періодичні видання \| 0 % \| 0 % \| \| Промислова хімічна продукція \| 7,7 % \| 5,9 % \| \| Продукція, пов'язана з транспортними засобами \| 0 % \| 5,9 % \| \| Інше \| 7,7 % \| 23,5 % \| \| Усього підприємств \| 13 \| 17 \| |         |         |
| Підприємства роздрібної торгівлі міста, за сферою діяльності |         |         |
| Рік | 2002 р. | 2001 р. |
| Продукти харчування | 76,9 %  | 52,9 %  |
| Одяг та взуття | 7,7 %   | 5,9 %   |
| Товари для дому | 0 %     | 5,9 %   |
| Книги та періодичні видання | 0 %     | 0 %     |
| Промислова хімічна продукція | 7,7 %   | 5,9 %   |
| Продукція, пов'язана з транспортними засобами | 0 %     | 5,9 %   |
| Інше | 7,7 %   | 23,5 %  |
| Усього підприємств | 13      | 17      |

#### Сфера послуг
| \| Підприємства міста, що працюють у сфері послуг, за діяльністю \| Підприємства міста, що працюють у сфері послуг, за діяльністю \| Підприємства міста, що працюють у сфері послуг, за діяльністю \| \| Рік \| 2002 р. \| 2001 р. \| \| ------------------------------------------------------------- \| ------------------------------------------------------------- \| ------------------------------------------------------------- \| \| Гуртова торгівля \| 17,1 % \| 16,9 % \| \| Готелі та готельний бізнес \| 10,5 % \| 11,7 % \| \| Транспорт та зв'язок \| 19,7 % \| 20,8 % \| \| Посередницькі фінансові послуги \| 2,6 % \| 2,6 % \| \| Послуги підприємствам \| 3,9 % \| 3,9 % \| \| Послуги фізичним особам \| 31,6 % \| 27,3 % \| \| Нерухомість та ін. \| 14,5 % \| 16,9 % \| \| Усього підприємств \| 76 \| 77 \| |         |         |
| Підприємства міста, що працюють у сфері послуг, за діяльністю |         |         |
| Рік | 2002 р. | 2001 р. |
| Гуртова торгівля | 17,1 %  | 16,9 %  |
| Готелі та готельний бізнес | 10,5 %  | 11,7 %  |
| Транспорт та зв'язок | 19,7 %  | 20,8 %  |
| Посередницькі фінансові послуги | 2,6 %   | 2,6 %   |
| Послуги підприємствам | 3,9 %   | 3,9 %   |
| Послуги фізичним особам | 31,6 %  | 27,3 %  |
| Нерухомість та ін. | 14,5 %  | 16,9 %  |
| Усього підприємств | 76      | 77      |

## Житловий фонд
У 2001 р. 2,5 % усіх родин (домогосподарств) мали житло метражем до 59 м², 29 % — від 60 до 89 м², 47,2 % — від 90 до 119 м² і 21,2 % — понад 120 м².
З усіх будівель у 2001 р. 39,4 % було одноповерховими, 45,5 % — двоповерховими, 12,4 % — триповерховими, 1,4 % — чотириповерховими, 1,2 % — п'ятиповерховими, 0 % — шестиповерховими, 0 % — семиповерховими, 0,2 % — з вісьмома та більше поверхами.

## Автопарк
| \| Автомобілі, зареєстровані у місті, за призначенням \| Автомобілі, зареєстровані у місті, за призначенням \| Автомобілі, зареєстровані у місті, за призначенням \| \| Рік \| 2006 р. \| 2005 р. \| \| -------------------------------------------------- \| -------------------------------------------------- \| -------------------------------------------------- \| \| Приватні автомобілі \| 55,9 % \| 57,7 % \| \| Мотоцикли \| 11,1 % \| 10,4 % \| \| Вантажівки \| 27,6 % \| 27,3 % \| \| Трактори \| 0,3 % \| 0,4 % \| \| Автобуси та ін. \| 5,1 % \| 4,2 % \| \| Усього автомобілів \| 2.005 шт. \| 1.889 шт. \| |           |           |
| Автомобілі, зареєстровані у місті, за призначенням |           |           |
| Рік | 2006 р.   | 2005 р.   |
| Приватні автомобілі | 55,9 %    | 57,7 %    |
| Мотоцикли | 11,1 %    | 10,4 %    |
| Вантажівки | 27,6 %    | 27,3 %    |
| Трактори | 0,3 %     | 0,4 %     |
| Автобуси та ін. | 5,1 %     | 4,2 %     |
| Усього автомобілів | 2.005 шт. | 1.889 шт. |

## Вживання каталанської мови
У 2001 р. каталанську мову у місті розуміли 99,3 % усього населення (у 1996 р. — 99,8 %), вміли говорити нею 96,6 % (у 1996 р. — 98,7 %), вміли читати 93,8 % (у 1996 р. — 93 %), вміли писати 61 % (у 1996 р. — 61,6 %). Не розуміли каталанської мови 0,7 %.

## Політичні уподобання
У виборах до Парламенту Каталонії у 2006 р. взяло участь 1.078 осіб (у 2003 р. — 1.143 особи). Голоси за політичні сили розподілилися таким чином:
| \| Вибори до Парламенту Каталонії \| Вибори до Парламенту Каталонії \| Вибори до Парламенту Каталонії \| \| Рік \| 2006 р. \| 2003 р. \| \| -------------------------------------- \| ------------------------------ \| ------------------------------ \| \| Конвергенція та Єднання (CiU) \| 47,9 % \| 50,7 % \| \| Соціалістична партія Каталонії (PSC) \| 12,9 % \| 9,9 % \| \| Народна партія (PP) \| 2,7 % \| 3,1 % \| \| Ініціатива за зелену Каталонію (IC) \| 7,1 % \| 4,3 % \| \| Республіканська лівиця Каталонії (ERC) \| 27 % \| 30,9 % \| \| Громадянська партія (C's) \| 0,3 % \| 0 % \| \| Інші \| 2,1 % \| 1,2 % \| |         |         |
| Вибори до Парламенту Каталонії |         |         |
| Рік | 2006 р. | 2003 р. |
| Конвергенція та Єднання (CiU) | 47,9 %  | 50,7 %  |
| Соціалістична партія Каталонії (PSC) | 12,9 %  | 9,9 %   |
| Народна партія (PP) | 2,7 %   | 3,1 %   |
| Ініціатива за зелену Каталонію (IC) | 7,1 %   | 4,3 %   |
| Республіканська лівиця Каталонії (ERC) | 27 %    | 30,9 %  |
| Громадянська партія (C's) | 0,3 %   | 0 %     |
| Інші | 2,1 %   | 1,2 %   |

У муніципальних виборах у 2007 р. взяло участь 861 особа (у 2003 р. — 1.039 осіб). Голоси за політичні сили розподілилися таким чином:
| \| Муніципальні вибори \| Муніципальні вибори \| Муніципальні вибори \| \| Рік \| 2007 р. \| 2003 р. \| \| -------------------------------------- \| ------------------- \| ------------------- \| \| Конвергенція та Єднання (CiU) \| 44,1 % \| 61,9 % \| \| Соціалістична партія Каталонії (PSC) \| 55,9 % \| 38,1 % \| \| Народна партія (PP) \| 0 % \| 0 % \| \| Ініціатива за зелену Каталонію (IC) \| 0 % \| 0 % \| \| Республіканська лівиця Каталонії (ERC) \| 0 % \| 0 % \| \| Громадянська партія (C's) \| 0 % \| 0 % \| \| Інші \| 0 % \| 0 % \| |         |         |
| Муніципальні вибори |         |         |
| Рік | 2007 р. | 2003 р. |
| Конвергенція та Єднання (CiU) | 44,1 %  | 61,9 %  |
| Соціалістична партія Каталонії (PSC) | 55,9 %  | 38,1 %  |
| Народна партія (PP) | 0 %     | 0 %     |
| Ініціатива за зелену Каталонію (IC) | 0 %     | 0 %     |
| Республіканська лівиця Каталонії (ERC) | 0 %     | 0 %     |
| Громадянська партія (C's) | 0 %     | 0 %     |
| Інші | 0 %     | 0 %     |